# Visco

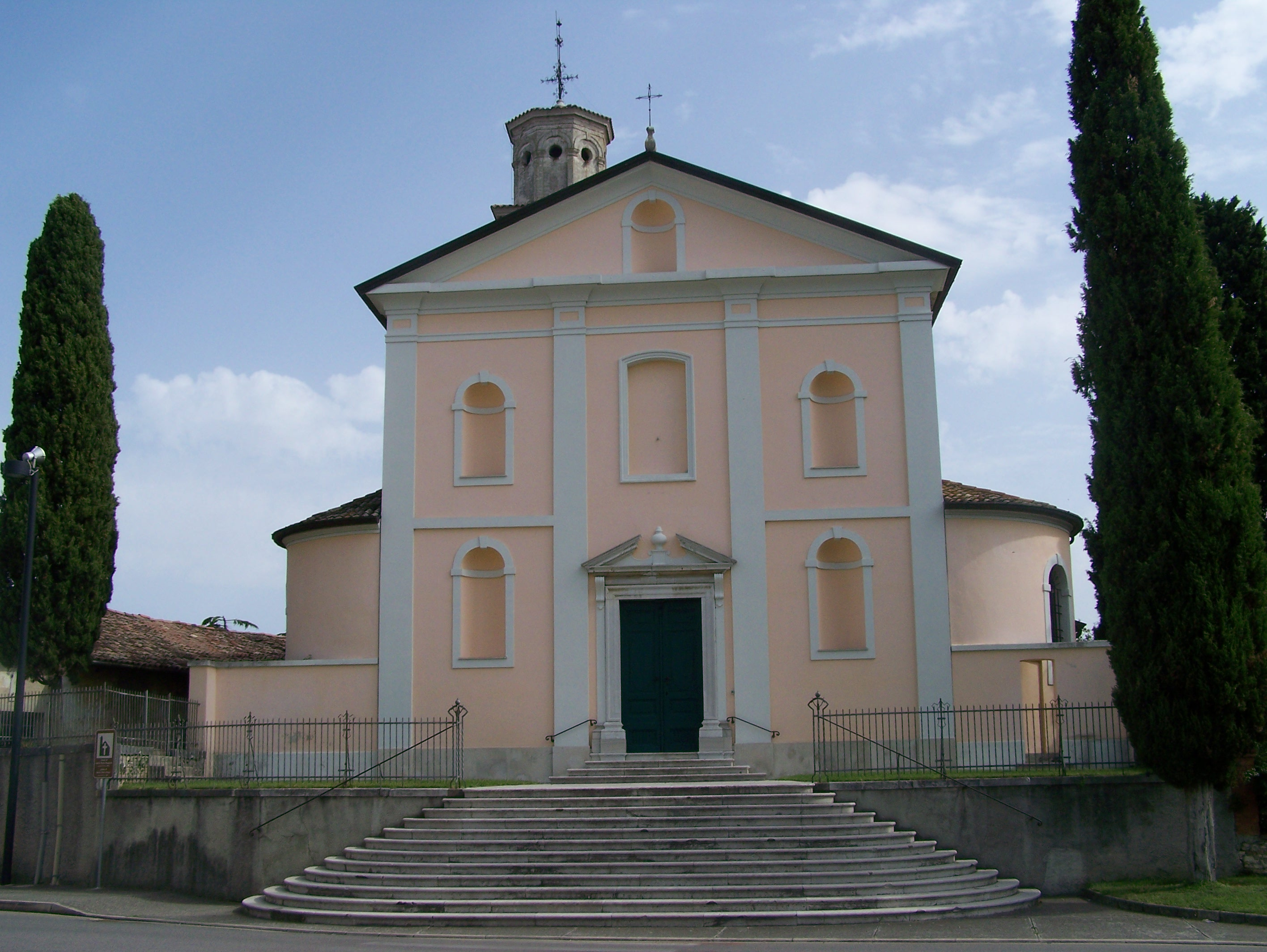
Kerk van Visco

Visco is een gemeente in de Italiaanse provincie Udine (regio Friuli-Venezia Giulia) en telt 723 inwoners (31-12-2004). De oppervlakte bedraagt 3,5 km², de bevolkingsdichtheid is 232 inwoners per km².

## Demografie
Visco telt ongeveer 285 huishoudens. Het aantal inwoners steeg in de periode 1991-2001 met 1,2% volgens cijfers uit de tienjaarlijkse volkstellingen van ISTAT.
| Jaar | Inwoneraantal |
| ---- | ------------- |
| 1991 | 689           |
| 2001 | 697           |

## Geografie
De gemeente ligt op ongeveer 27 meter boven zeeniveau.
Visco grenst aan de volgende gemeenten: Aiello del Friuli, Bagnaria Arsa, Palmanova, San Vito al Torre.